# 莫克沙河
莫克沙河是俄羅斯的河流，屬於奧卡河的支流，河道全長656公里，流域面積51,000平方公里，從發源地奔薩州東西部向西轉北流，最後注入奧卡河，河流在11月至4月結冰。